# Martino Goretti

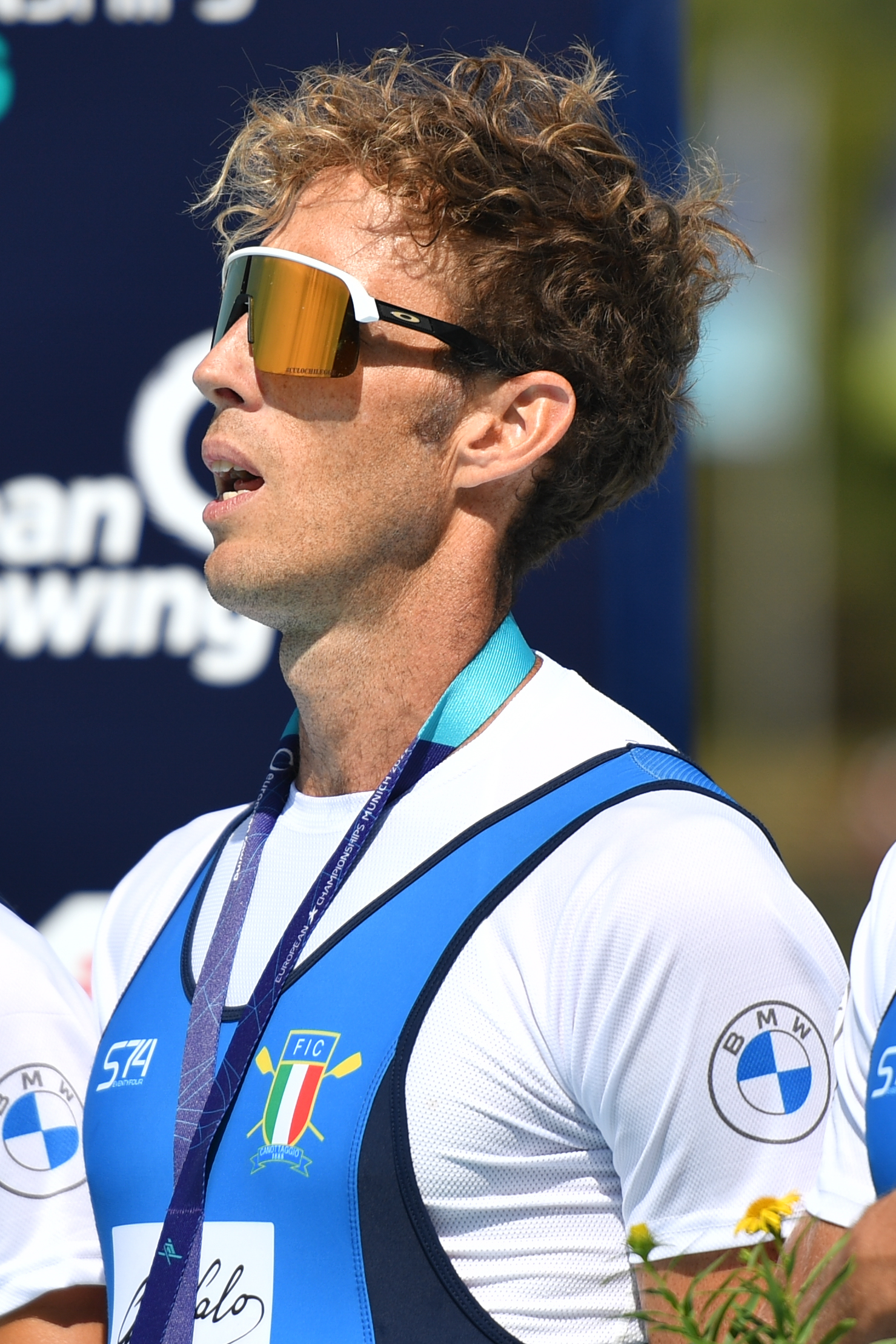
Martino Goretti (2013)

Martino Goretti (* 27. September 1985 in Lecco) ist ein italienischer Leichtgewichts-Ruderer. Er gewann je vier Weltmeister- und Europameister-Titel.

## Karriere
Der 1,86 m große Goretti war 2003 Junioren-Weltmeister im Vierer ohne Steuermann. 2004 gewann er die Silbermedaille im Leichtgewichts-Vierer ohne Steuermann bei den U23-Weltmeisterschaften, 2005 folgte eine Bronzemedaille. Bei den Weltmeisterschaften 2005 in der Erwachsenenklasse gewann Goretti mit dem italienischen Leichtgewichts-Achter den Titel. 2006 siegte er mit dem Leichtgewichts-Vierer bei den U23-Weltmeisterschaften und mit dem Achter bei den Weltmeisterschaften in Eton. 2007 war er mit dem Leichtgewichts-Vierer Fünfter bei den U23-Weltmeisterschaften.
Nach einer Pause kehrte Goretti 2009 wieder in den Leichtgewichts-Achter zurück und gewann bei den Weltmeisterschaften in Posen seinen dritten Weltmeistertitel. 2010 wechselte er in den Leichtgewichts-Vierer, der in der Aufstellung Jiri Vlcek, Daniele Danesin, Andrea Caianello und Martino Goretti den vierten Platz bei den Europameisterschaften erreichte. Bei den Weltmeisterschaften belegten die Italiener den sechsten Platz. 2011 gewannen Danesin, Caianello, Marcello Miani und Goretti bei den Weltmeisterschaften die Silbermedaille hinter den Australiern. Zum Saisonabschluss siegten die Italiener bei den Europameisterschaften 2011. 2012 trat der Vierer in der gleichen Besetzung an, konnte aber nicht an die Erfolge des Vorjahres anknüpfen. Bei den Olympischen Spielen 2012 in London belegte das Boot den zwölften Platz. Bei den Weltmeisterschaften 2012 in den nichtolympischen Bootsklassen traten Caianello und Goretti mit dem Leichtgewichts-Achter an und gewannen Silber hinter den Deutschen. Im September 2012 fanden in Varese die Europameisterschaften 2012 statt, der neu zusammengesetzte Leichtgewichts-Vierer mit Luca De Maria, Martino Goretti, Petru Zaharia und Armando Dell’Aquila gewann vor heimischem Publikum den Titel.
Bei den Europameisterschaften 2013 trat der italienische Leichtgewichts-Vierer mit Elia Luini, Martino Goretti, Livio La Padula und Armando Dell’Aquila an und erreichte den vierten Platz. Für die Weltmeisterschaften wechselten Luini und Goretti in den Leichtgewichts-Zweier ohne Steuermann und gewannen Silber hinter dem Schweizer Boot. 2014 ruderte Goretti im Leichtgewichts-Vierer und belegte den zehnten Platz bei den Europameisterschaften und den zwölften Platz bei den Weltmeisterschaften. Bei den Weltmeisterschaften 2015 ruderten Martino Goretti, Stefano Oppo, Livio La Padula und Alberto Di Seyssel auf den sechsten Platz und qualifizierten sich damit für die Olympischen Spiele. Bei der Olympischen Regatta in Rio de Janeiro belegten Goretti, La Padula, Oppo und Pietro Ruta den vierten Platz mit zweieinhalb Sekunden Rückstand auf Bronze. 
2017 gewannen Matteo Pinca, Martino Goretti, Piero Sfiligoi und Catello Amarante hinter den Russen die Silbermedaille im Leichtgewichts-Vierer. Danach wechselte Goretti zum Skullrudern und erreichte zusammen mit Matteo Mulas, Catello Amarante und Andrea Micheletti bei den Weltmeisterschaften 2017 den vierten Platz im Leichtgewichts-Doppelvierer. 2018 startete Martino Goretti im Leichtgewichts-Einer. Bei den Europameisterschaften erkämpfte er Silber hinter dem Schweizer Michael Schmid. Anderthalb Monate später belegte er bei den Weltmeisterschaften den siebten Platz. Bei den Europameisterschaften 2019 siegte der Ungar Péter Galambos vor dem Polen Artur Mikołajczewski, Goretti erhielt Bronze. Bei den Weltmeisterschaften 2019 gewann Goretti vor Galambos. 2021 bei den Europameisterschaften in Varese trat Goretti im Leichtgewichts-Doppelvierer an. Zusammen mit Antonio Vicino, Patrick Rozek und Niels Torre gewann er den Titel vor den Booten aus Frankreich und den Niederlanden. Im Jahr darauf verteidigte die Crew ihren Titel bei den Europameisterschaften in München.